# Atletismo nos Jogos Olímpicos de Verão de 2008 - 110 m com barreiras masculino
A competição dos 110 metros com barreiras masculino nos Jogos Olímpicos de Verão de 2008 aconteceu nos dias 18 a 21 de Agosto no Estádio Nacional de Pequim. O padrão classificatório é 13.55 (padrão A) e 13.72 (padrão B).

## Medalhistas
| Ouro   | CUB Dayron Robles |
| Prata  | USA David Payne   |
| Bronze | USA David Oliver  |

## Recordes
Antes desta competição, os recordes mundiais e olímpicos da prova eram os seguintes:
| Tipo | Atleta        | Tempo   | Local   | Data                 |
| ---- | ------------- | ------- | ------- | -------------------- |
|      | Dayron Robles | 12,87 s | Ostrava | 12 de junho de 2008  |
|      | Liu Xiang     | 12,91 s | Atenas  | 27 de agosto de 2004 |

## Resultados

### Ronda 1
Regra de Qualificação: os primeiros quatro de cada Eliminatória (Q) e os oito seguintes mais rápidos (q) avançaram para a Ronda 2.
| #    | Eliminatória | Atleta                       | País                  | Tempo | Notas  |
| ---- | ------------ | ---------------------------- | --------------------- | ----- | ------ |
| 1    | 2            | David Oliver                 | USA Estados Unidos    | 13.30 | Q      |
| 2    | 3            | Paulo Villar                 | COL Colômbia          | 13.37 | Q, SB  |
| 3    | 3            | Ryan Brathwaite              | BAR Barbados          | 13.38 | Q, NR  |
| 4    | 1            | Dayron Robles                | CUB Cuba              | 13.39 | Q      |
| 5    | 2            | Jackson Quiñónez             | ESP Espanha           | 13.41 | Q      |
| 6    | 4            | David Payne                  | USA Estados Unidos    | 13.42 | Q      |
| 7    | 3            | Petr Svoboda                 | CZE República Checa   | 13.43 | Q      |
| 8    | 2            | Shamar Sands                 | BAH Bahamas           | 13.45 | Q      |
| 9    | 6            | Konstadínos Douvalídis       | GRE Grécia            | 13.49 | Q, =NR |
| 10   | 2            | Gregory Sedoc                | NED Países Baixos     | 13.50 | Q, SB  |
| 11   | 4            | Ladji Doucouré               | FRA França            | 13.52 | Q      |
| 12   | 5            | Artur Noga                   | POL Polônia           | 13.53 | Q      |
| 12   | 3            | Shi Dongpeng                 | CHN China             | 13.53 | Q      |
| 14   | 6            | Marcel van der Westen        | NED Países Baixos     | 13.54 | Q      |
| 15   | 6            | Allan Scott                  | GBR Grã-Bretanha      | 13.56 | Q      |
| 15   | 1            | Andrew Turner                | GBR Grã-Bretanha      | 13.56 | Q      |
| 17   | 1            | Ji Wei                       | CHN China             | 13.57 | Q      |
| 18   | 4            | Selim Nurudeen               | NGR Nigéria           | 13.58 | Q, PB  |
| 19   | 3            | Ronald Forbes                | CAY Ilhas Cayman      | 13.59 | q, NR  |
| 19   | 5            | Igor Peremota                | RUS Rússia            | 13.59 | Q      |
| 21   | 6            | Samuel Coco-Viloin           | FRA França            | 13.60 | Q      |
| 21   | 1            | Richard Phillips             | JAM Jamaica           | 13.60 | Q      |
| 23   | 5            | Dániel Kiss                  | HUN Hungria           | 13.61 | Q, SB  |
| 23   | 4            | Maurice Wignall              | JAM Jamaica           | 13.61 | Q, SB  |
| 25   | 6            | Mohamed Issa Al-Thawadi      | QAT Catar             | 13.64 | q, SB  |
| 26   | 2            | Lee Jung-Joon                | KOR Coreia do Sul     | 13.65 | q      |
| 27   | 2            | Mikel Thomas                 | TRI Trinidad e Tobago | 13.69 | q, PB  |
| 28   | 3            | Héctor Cotto                 | PUR Porto Rico        | 13.72 | q      |
| 29   | 6            | David Ilariani               | GEO Geórgia           | 13.75 | q      |
| 30   | 3            | Dudley Dorival               | HAI Haiti             | 13.78 | q, SB  |
| 31   | 5            | Anselmo da Silva             | BRA Brasil            | 13.81 | Q      |
| 32   | 2            | Damjan Zlatnar               | SLO Eslovênia         | 13.84 | q      |
| 33   | 4            | Maksim Lynsha                | BLR Bielorrússia      | 13.86 |        |
| 34   | 4            | Stanislav Sajdok             | CZE República Checa   | 13.89 |        |
| 35   | 1            | Evgeniy Borisov              | RUS Rússia            | 13.90 |        |
| 36   | 5            | Joseph-Berlioz Randriamihaja | MAD Madagascar        | 13.91 |        |
| 37   | 4            | Masato Naito                 | JPN Japão             | 13.96 |        |
| 38   | 1            | Oleg Normatov                | UZB Uzbequistão       | 14.00 |        |
| 39   | 1            | Jurica Grabušic              | CRO Croácia           | 14.18 |        |
| 40   | 3            | Abdul Rashid                 | PAK Paquistão         | 14.52 |        |
| 98 ! | 6            | Liu Xiang                    | CHN China             | DNF   |        |
| 98 ! | 5            | Terrence Trammell            | USA Estados Unidos    | DNF   |        |
| 99 ! | 5            | Stanislavs Olijars           | LAT Letônia           | DNS   |        |

### Ronda 2
Regra de Qualificação: os três primeiros de cada Eliminatória (Q) e os quatro seguintes mais rápidos (q) avançaram para as Semifinais.
| #    | Eliminatória | Atleta                  | País                  | Tempo | Notas |
| ---- | ------------ | ----------------------- | --------------------- | ----- | ----- |
| 1    | 4            | David Oliver            | USA Estados Unidos    | 13.16 | Q     |
| 2    | 2            | Dayron Robles           | CUB Cuba              | 13.19 | Q     |
| 3    | 1            | David Payne             | USA Estados Unidos    | 13.24 | Q     |
| 4    | 2            | Artur Noga              | POL Polônia           | 13.36 | Q, PB |
| 4    | 3            | Maurice Wignall         | JAM Jamaica           | 13.36 | Q, SB |
| 6    | 4            | Ladji Doucouré          | FRA França            | 13.39 | Q     |
| 7    | 1            | Petr Svoboda            | CZE República Checa   | 13.41 | Q     |
| 8    | 1            | Shi Dongpeng            | CHN China             | 13.42 | Q     |
| 9    | 2            | Gregory Sedoc           | NED Países Baixos     | 13.43 | Q, SB |
| 10   | 3            | Ryan Brathwaite         | BAR Barbados          | 13.44 | Q     |
| 11   | 1            | Konstadínos Douvalídis  | GRE Grécia            | 13.46 | q, NR |
| 11   | 3            | Paulo Villar            | COL Colômbia          | 13.46 | Q     |
| 13   | 4            | Jackson Quiñónez        | ESP Espanha           | 13.47 | Q     |
| 14   | 1            | Richard Phillips        | JAM Jamaica           | 13.48 | q, SB |
| 14   | 3            | Marcel van der Westen   | NED Países Baixos     | 13.48 | q     |
| 16   | 2            | Samuel Coco-Viloin      | FRA França            | 13.51 | q     |
| 17   | 2            | Andrew Turner           | GBR Grã-Bretanha      | 13.53 |       |
| 18   | 2            | Lee Jung-Joon           | KOR Coreia do Sul     | 13.55 | NR    |
| 19   | 2            | Shamar Sands            | BAH Bahamas           | 13.55 |       |
| 20   | 1            | Mikel Thomas            | TRI Trinidad e Tobago | 13.62 | PB    |
| 21   | 3            | Dániel Kiss             | HUN Hungria           | 13.63 |       |
| 22   | 4            | Selim Nurudeen          | NGR Nigéria           | 13.66 |       |
| 22   | 3            | Allan Scott             | GBR Grã-Bretanha      | 13.66 |       |
| 24   | 1            | Igor Peremota           | RUS Rússia            | 13.70 |       |
| 25   | 3            | Dudley Dorival          | HAI Haiti             | 13.71 | SB    |
| 26   | 4            | Ronald Forbes           | CAY Ilhas Cayman      | 13.72 |       |
| 27   | 1            | Héctor Cotto            | PUR Porto Rico        | 13.73 |       |
| 28   | 2            | David Ilariani          | GEO Geórgia           | 13.74 |       |
| 29   | 4            | Ji Wei                  | CHN China             | 13.80 |       |
| 30   | 4            | Anselmo da Silva        | BRA Brasil            | 13.84 |       |
| 98 ! | 3            | Mohamed Issa Al-Thawadi | QAT Catar             | DQ    |       |
| 99 ! | 4            | Damjan Zlatnar          | SLO Eslovênia         | DNS   |       |

### Semifinais
Regra de qualificação: os quatro primeiros de cada eliminatória (Q) avançaram para a Final.

#### Semifinal 1
| # | Pista | Atleta                 | País                | Tempo | Notas | Reacção |
| - | ----- | ---------------------- | ------------------- | ----- | ----- | ------- |
| 1 | 4     | Dayron Robles          | CUB Cuba            | 13.12 | Q     | 0.221   |
| 2 | 6     | David Payne            | USA Estados Unidos  | 13.21 | Q, SB | 0.177   |
| 3 | 5     | Ladji Doucouré         | FRA França          | 13.22 | Q, SB | 0.183   |
| 4 | 3     | Richard Phillips       | JAM Jamaica         | 13.43 | Q, SB | 0.153   |
| 5 | 2     | Konstadínos Douvalídis | GRE Grécia          | 13.55 |       | 0.157   |
| 6 | 8     | Gregory Sedoc          | NED Países Baixos   | 13.60 |       | 0.162   |
| 7 | 7     | Petr Svoboda           | CZE República Checa | 13.60 |       | 0.182   |
| 8 | 9     | Paulo Villar           | COL Colômbia        | 13.85 |       | 0.153   |

#### Semifinal 2
| # | Pista | Atleta                | País               | Tempo | Notas  | Reacção |
| - | ----- | --------------------- | ------------------ | ----- | ------ | ------- |
| 1 | 6     | David Oliver          | USA Estados Unidos | 13.31 | Q      | 0.169   |
| 2 | 5     | Artur Noga            | POL Polônia        | 13.34 | Q, PB  | 0.181   |
| 3 | 9     | Jackson Quiñónez      | ESP Espanha        | 13.40 | Q, =SB | 0.173   |
| 4 | 7     | Maurice Wignall       | JAM Jamaica        | 13.40 | Q      | 0.141   |
| 5 | 8     | Shi Dongpeng          | CHN China          | 13.42 |        | 0.141   |
| 6 | 3     | Marcel van der Westen | NED Países Baixos  | 13.45 |        | 0.124   |
| 7 | 4     | Ryan Brathwaite       | BAR Barbados       | 13.59 |        | 0.147   |
| 8 | 2     | Samuel Coco-Viloin    | FRA França         | 13.65 |        | 0.187   |

### Final

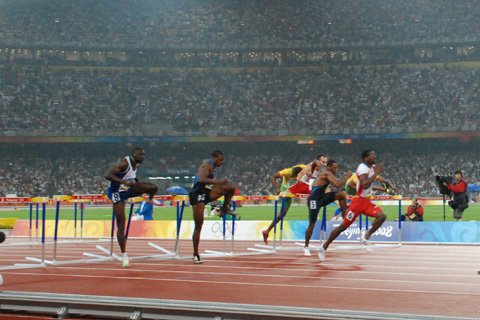
Atletas no decorrer da final da prova

| #                 | Pista | Atleta           | País               | Tempo | Notas | Reacção |
| ----------------- | ----- | ---------------- | ------------------ | ----- | ----- | ------- |
| Medalha de ouro   | 6     | Dayron Robles    | CUB Cuba           | 12.93 |       | 0.183   |
| Medalha de prata  | 5     | David Payne      | USA Estados Unidos | 13.17 | SB    | 0.175   |
| Medalha de bronze | 7     | David Oliver     | USA Estados Unidos | 13.18 |       | 0.158   |
| 4                 | 8     | Ladji Doucouré   | FRA França         | 13.24 |       | 0.170   |
| 5                 | 4     | Artur Noga       | POL Polônia        | 13.36 |       | 0.169   |
| 6                 | 2     | Maurice Wignall  | JAM Jamaica        | 13.46 |       | 0.163   |
| 7                 | 3     | Richard Phillips | JAM Jamaica        | 13.60 |       | 0.154   |
| 8                 | 9     | Jackson Quiñónez | ESP Espanha        | 13.69 |       | 0.187   |

Legenda
| Recorde mundial      | Recorde mundial (World record)               |                       | Recorde africano                      | Recorde africano (African) |                                           | Q | Classificado por posição (Qualified) |
| Recorde olímpico     | Recorde olímpico (Olympic record)            | Recorde da América    | Recorde da América (Americas)         | q                          | Classificado por melhor tempo (Qualified) |   |                                      |
| Melhor marca do ano  | Melhor marca do ano (World leading)          | Recorde asiático      | Recorde asiático (Asian)              | DNS                        | Não largou (Did not start)                |   |                                      |
| Recorde nacional     | Recorde nacional (National record)           | Recorde europeu       | Recorde europeu (European)            | DNF                        | Não terminou (Did not finish)             |   |                                      |
| Recorde pessoal      | Recorde pessoal do atleta (Personal best)    | Recorde da Oceania    | Recorde da Oceania (Oceania)          | DSQ / DQ                   | Desclassificado (Disqualified)            |   |                                      |
| Recorde da temporada | Recorde da temporada do atleta (Season best) | Recorde sul-americano | Recorde sul-americano (South America) | NM                         | Sem marca (No mark)                       |   |                                      |